# La Ensenada, Tampico Alto
La Ensenada är en ort i Mexiko.   Den ligger i kommunen Tampico Alto och delstaten Veracruz, i den östra delen av landet, 300 km norr om huvudstaden Mexico City. La Ensenada ligger 10 meter över havet och antalet invånare är 135.
Terrängen runt La Ensenada är platt. Havet är nära La Ensenada österut.  Närmaste större samhälle är Tampico, 20,0 km nordväst om La Ensenada. Omgivningarna runt La Ensenada är en mosaik av jordbruksmark och naturlig växtlighet.